# Bohdan Chmelnytskyjs orden

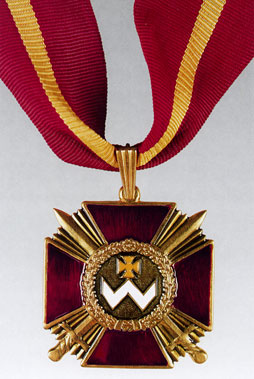
Ordens 1 klassens tecken

Bodhan Chmelnytskyjs orden (ukrainska: Орден Богдана Хмельницького, Orden Bohdana Chmelnytskoho) är en ukrainsk orden som tilldelas främst till soldater, men också till civila personer, för exceptionella meriter inom försvar samt veteraner i det andra världskriget. Ordens namn kommer från hetmanen Bohdan Chmelnytskyj och är grundad år 1995.
Orden är indelad i tre klasser:
- I klass
- II klass
- III klass